# Nikola iz Flüe
Nikola iz Flüe (njem.: Niklaus von Flüe; Flüeli, 1417. – Ranft, 21. ožujka 1487.) švicarski je pustinjak, asketik, i svetac Katoličke Crkve. U Švicarskoj je često zvan jednostavno Bruder Klaus (Brat Klaus). Slavljen je kao  svetac zaštitnik Švicarske Konfederacije.
Kao otac brojne obitelji, poljoprivrednik, vojnik, član mjesne skupštine, savjetnik, sudac i mistik uživao je veliki ugled zbog svog moralnog integriteta. Njegovom intervencijom izbjegnut je građanski rat između švicarskih kantona.

## Životopis

### Obiteljski život
Nikola je rođen 1417. godine u selu Flüeli, kanton Obwalden, kao prvo dijete Henrija iz Flüe i Emme Rubert. Obiteljski posjed obitelji von Flüe (od Stijene) dao je ime selu Flüeli. Kršten je u župnoj crkvi u Kernsu. S 14 godina dobiva pravo glasa na lokalnom Landsgemeinde–zboru građana. Kao mladić sudjelovao je u švicarskim vojnim kampanjama protiv grada Züricha te protiv Siegmunda Tirolskog.
1447. godine vjenčao se s Dorotheom Wyss s kojom je imao pet kćeri i pet sinova.
Njegovo ime spominje se 1450. godine među 699 švicarskih vojnika koji su sudjelovali u obrani Nürnberga od  brandenburškog markgrofa.
Prema spisima iz tog vremena vidljivo je da je imao sudsku i savjetničku ulogu u kantonu Obwalden.

### Samotnički život
Shvativši da mu je briga za svjetovne stvari postala opasnost za njegov duhovni život, uz pristanak supruge Dorothee i starijih sinova, 16. listopada 1467. uputio se na hodošašće u pravcu Elzasa kako bi se prodružio skupini lokalne skupine mistika u blizini grada Basela. Dok se približavao Liestalu grad mu se učinio kao u plamenu. Nakon tog iskustva vratio se u svoj rodni kraj gdje se skrio u udolinu potoka Melchtal, prvotno u šumi daleko od svoga sela.
Nakon što su ga mještani pronašli, vođen duhovnim viđenjem, u podnožju obiteljske kuće u udolini Ranft sagradio je kolibu gdje će provesti ostatak svog života. Posvetio se životu molitve i strogog posta ne uzimajući hranu.
Glas o njegovom strogom načinu života brzo se proširio, što je privuklo pažnju vjernika, ali i civilnih i crkvenih vlasti. 1468. godine uz kolibu mještani su mu sagradili kapelicu. Vlasti kantona Obwalden, nakon mjesec dana promatranja, ustvrdili su da Nikolin način života nije nadahnut ohološću ili ispraznošću. U travnju 1469. Hermann, biskup Konstanze potvrdio je da strogi post nije prevara niti djelo čarobnjaštva. Istog mjeseca kapelica je posvećena u čast Djevice Marije, Marije Magdalene, Uzvišenja svetog križa i 10 tisuća mučenika.
1470. godine Rim udjeluje posebni oprost svima koji posjete kapelicu u Ranftu. 

### Utjecaj na švicarski politički život
Političke vlasti švicarskih kantona kao i pojedinci traže nerijetko Nikoline savjete. Njegova svetost među Švicarcima ubrzo postaje neupitna. To potvrđuje odluka vlasti kantona Bern iz 1471. godine kojom osuđuje na javno poniženje Henrija Moregnsterna zato što je klevetao „dobrog, pobožnog i svetog čovjeka, brata Nikolu iz Flüe”.
U to vrijeme unutar Konfederacije VIII kantona počinju rasti napetosti između gradskog i seoskog stanovništva. Kanton Luzern 1478. šalje Nikoli na savjetovanje svoje poslanike. Vrhunac napetosti između kantona dolazi 1480. godine nakon pobjedničke Bitke kod Murtena tijekom Stanskog sabora. Kada je prisutni župnik iz Stansa zaključio da će rasprava o raspodjeli ratnog plijena i uređenju saveza dovesti do rata između kantona, otišao je po savjet Nikoli tražeći od njega da pošalje poruku izaslanicima na saboru. Nakon što je poruka, čiji točan sadržaj je do danas nepoznat, pročitana, kantoni su se odlučili na kompromis prema kojem će se osvojeni teritoriji podjeliti jednako svakom kantonu, a osvojeno bogatstvo po broju vojnika koje je pojedini kanton poslao. Također na Nikolin savjet Fribourg i Solothurn prihvaćeni su u Konfederaciju.
1488. godine, Gundelfingen, kanonik iz Beromünstera, piše da su među Nikolinim savjetima poslanicima bili: da darovi stranaca ne zatruju njihovu politiku, da korisnost ne prevlada nad čašću i da ne primaju olako problematične strance koji bi ih mogli odvesti u rat sa susjedima.
U svojim Annales de Hirsau (1511.–1513.) Jean de Trittenheim spominje i sljedeći savjet: „Ako ostanete unutar svojih granica, nikada vas nitko neće pobijediti. Bit ćete uvijek jači od vaših protivnika i pobjedit će te ih. Ali ako, zavedeni pohlepom i željom da dominirate, počnete širiti svoje carstvo po svijetu, vaša snaga brzo će vas napustiti”.
Kroničar Hans Salat 1537. godine citira kao Nikolin savjet: „ne proširujte svoju granicu”. Upravo su se ovi savjeti koristili u švicarskom političkom životu tijekom povijesti, pa i krajem 20. stoljeća tijekom rasprava o pridruženju Švicarske Ujedinjenim narodima i Europskoj uniji.

### Smrt i proces kanonizacije
Nikola je umro u svojoj kolibi 21. ožujka 1487. godine u 70. godini života.
Godine 1507., tijekom Carske skupštine u Konstanzi, car Maksimilijan obećaje da će ce zauzeti kod pape za Nikolinu kanonizaciju.
Tijekom protestantske reformacije u Švicarskoj, Nikola je smatran uzorom i među protestantima, poput Ulricha Zwinglija. Smatran je uzorom svetosti i od strane crkvenog naučitelja svetog Petra Kanizija. 1588. godine, sedam katoličkih kantona uz potporu apostolskog nuncija traže od pape početak procesa kanonizacije. Proces je počeo u Sarnenu u siječnju 1591.
1. veljače 1649. godine papa Inocent X. potvrđuje odluku Svete kongregacije za bogoštovlje, koja je nakon odluke biskupa Konstanze, odobrila liturgijsko štovanje Nikole iz Flüe, što se smatralo njegovim proglašenjem blaženim. Papa Klement X. dopušta njegovo štovanje na području biskupije Konstanz i Mainz.
Švicarski biskupi nastoje od kraja 19. stoljeća i početkom 20. stoljeća da Nikola bude proglašen svetim. 1937. i 1939. godine Kongregacija za bogoštovlje priznaje čudesnima dva ozdravljenja po zagovoru blaženog Nikole. Papa Pio XII., i prije potvrđenja trećeg čuda nužnog za kanonizaciju prema procedurama iz tog vremena, 1944. izjavljuje da se Nikola može proglasiti svetim. Svečanost proglašenja dogodila se 15. svibnja 1947. godine u bazilici sv. Petra u Rimu.

## Duhovnost sv. Nikole
| Radovi u tijeku! |
| Jedan vrijedni suradnik upravo radi na ovom članku! Mole se ostali suradnici da NE UREĐUJU članak dok je ova obavijest prisutna. Koristite stranicu za razgovor ako imate komentare i pitanja u vezi s člankom. Kada radovi budu gotovi predložak će ukloniti suradnik koji ga je postavio na članak! Predložak može svatko ukloniti ako 24 sata nije bilo promjena u članku i njegovoj stranici za razgovor. |